# Zona Franca (métro de Barcelone)
Zona Franca est une station de la ligne 10 du métro de Barcelone, dont elle constitue le terminus de la trame sud entre février 2020 et novembre 2021, date de la mise en service de la prolongation jusqu'à ZAL | Riu Vell.

## Histoire
La station entre en service le 1er février 2020, à l'occasion d'une prolongation de la trame sud de la ligne 10.

## Services aux voyageurs

### Accès et accueil
La station est située sur le viaduc de la ligne 10, qui parcourt la rue A de la zone franche. Elle dispose de deux voies latérales et d'un quai central couvert.